# Enzo Colombini
Enzo Colombini (né le 10 juin 1958 dans la ville de Saint-Marin) est un homme politique saint-marinais, Capitaine-régent de Saint-Marin à deux reprises entre 1985 et 2001.